# Elisabeth Sofie Gyldenløve
Elisabeth Sofie Gyldenløve eller Elisabeth Sofie Christiansdatter (født ca. 26. november 1633, død 20. januar 1654) var datter af kong Christian 4. af Danmark-Norge og dennes 3. elskerinde Vibeke Kruse. Kongen kaldte hende 'lille Lisseken'; hun er det eneste af kongens uægte børn, der blev benævnt Gyldenløve; de øvrige blev udelukkende benævnt ved deres fornavne, f.eks. Hans Ulrich.
Kongen søgte at skabe en modvægt til rigsrådet ved at knytte rigets mægtigste mænd til sig som svigersønner. Således blev Elisabeth Sofie som 10-årig i 1643 i Haderslev trolovet med den holstenske adelsmand Claus Ahlefeldt til Bramstedt. Kongen lovede Ahlefeldt en medgift på 44.000 rigsdaler, som dog 1647 ændredes til pant i godserne Rohlsdorf og Niendorf. Brylluppet stod den 18. juni 1648.
Hun døde kun 21 år gammel og blev begravet i Kiel den 16. marts 1654. 